# Untergetauchte Juden während des Nationalsozialismus

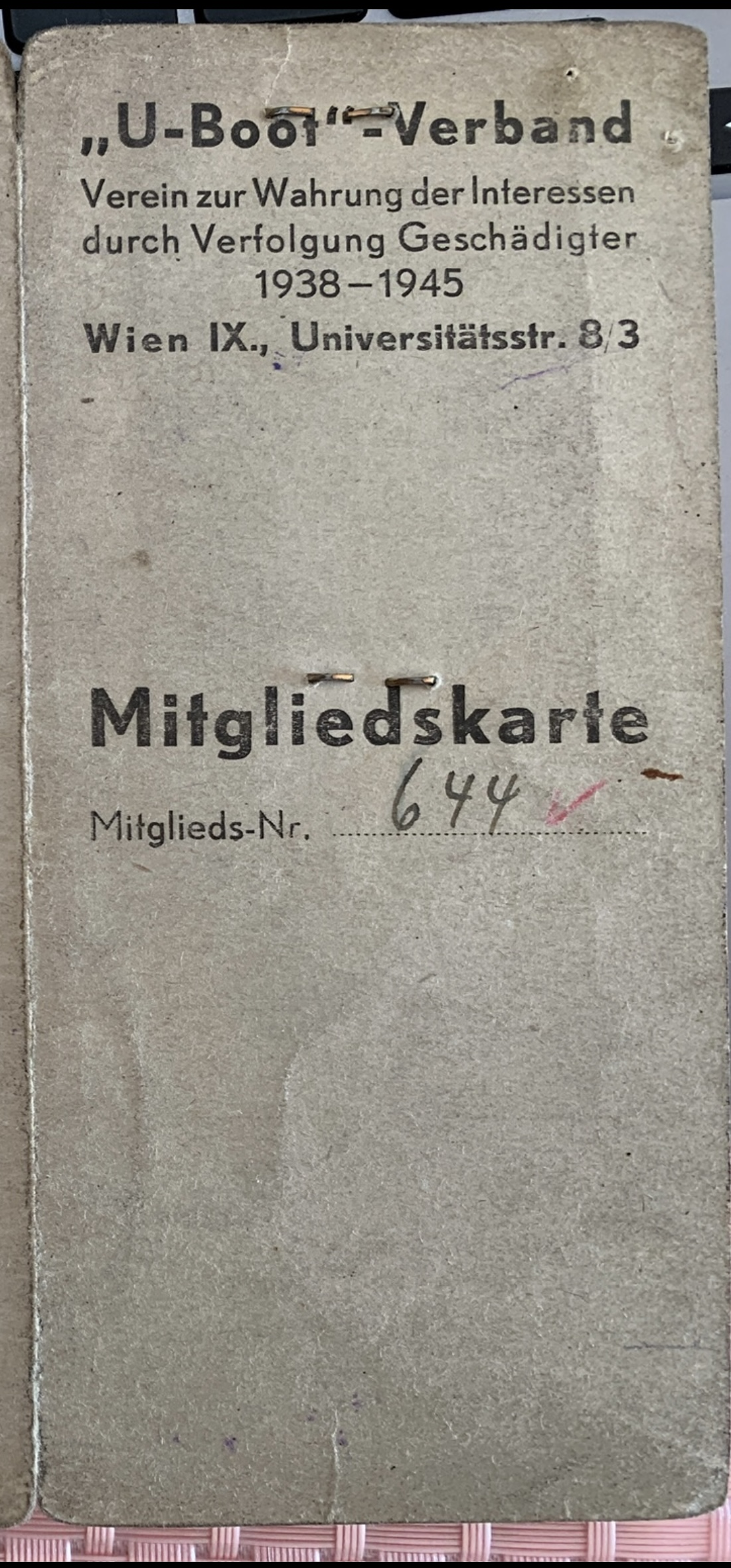
Karte zur Mitgliedschaft im Wiener "U-Boot Verband" zur Unterstützung untergetauchter Juden und anderer Verfolgter

Untergetauchte Juden während des Nationalsozialismus waren diejenigen Juden, die durch das Leben im Verborgenen der drohenden Deportation und Ermordung zu entgehen versuchten. Diese Menschen mussten jeglichen Kontakt zu Behörden vermeiden und lebten oft jahrelang ohne legalen Status, ständig bedroht von Entdeckung und Verhaftung. In der zeitgenössischen Sprache wurden diese Verfolgten als „Illegale“ bezeichnet, da sie außerhalb des offiziellen Rechtsrahmens existierten. Von den Betroffenen selbst wurde auch der Ausdruck „U-Boote“ verwendet – eine Anspielung auf den Begriff „untertauchen“ also sich verstecken, und sinnbildlich dafür, unsichtbar unter der Oberfläche der Gesellschaft zu leben. Besonders unter den jüdischen Untergetauchten in Berlin war diese Bezeichnung ab 1941 verbreitet und etablierte sich als Teil ihres Alltagsjargons, ebenso in Wien und anderen Orten.

## Begriffsgeschichte
Mit den Verfolgungsmaßnahmen nach der Machtübergabe an die Nationalsozialisten gelangte „untertauchen“ mit Ableitungen und Komposita aus dem negativ konnotierten Verbrecherjargon in die Sprache des Widerstandes. Die untertauchende Person entzog sich durch den Gang in die Illegalität dem Zugriff einer terroristischen Organisation und Regierung. Mit dem Holocaust wurde „untertauchen“ zu einem Schlüsselbegriff der Rettung der Juden vor der Deportation.

## Historischer Hintergrund
Die Verwendung des Begriffs steht im Kontext der Verfolgung der Juden und anderer Verfolgter im „Dritten Reich“ ab 1933. Nach der Machtübernahme der Nationalsozialisten wurden jüdische Deutsche schrittweise entrechtet und ausgegrenzt (Berufsverbote, Arisierung, Nürnberger Gesetze 1935). Die Novemberpogrome 1938 markierten eine Eskalation der Gewalt; viele versuchten daraufhin zu fliehen, doch längst nicht alle schafften die Emigration. Nach dem Anschluss Österreichs 1938 und dem Beginn des Zweiten Weltkriegs 1939 war legale Ausreise kaum noch möglich. Gleichzeitig steigerte das NS-Regime den Druck: Ab 1941 wurden die systematischen Deportationen in Ghettos und Vernichtungslager eingeleitet (in Wien z. B. ab Februar 1941, in Berlin ab Herbst 1941) – die sogenannte „Endlösung“. Für die betroffenen Verfolgten gab es nur wenige Handlungsoptionen: Einigen blieb der Suizid, andere versuchten, trotz höchster Gefahr in den Untergrund zu gehen.
Insbesondere in Großstädten wie Berlin oder Wien entschieden sich Hunderte Verfolgte, ihren gelben Judenstern abzulegen und
„abzutauchen“, anstatt sich deportieren zu lassen. Dieses Untertauchen aus dem öffentlichen Leben war extrem riskant und häufig spontan: Oft erfolgte es, wenn ein Deportationsbefehl eintraf oder eine Razzia bevorstand. Die Gestapo fahndete intensiv nach ihnen. In Berlin etwa startete die Gestapo Ende Februar 1943 mit der Fabrikaktion eine Großrazzia, bei der rund 4.000 noch in Rüstungsbetrieben arbeitende Juden zur Verhaftung ausgeschrieben waren. Etliche der Gejagten entkamen damals und tauchten unter – ein Ereignis, das die Zahl der Untergetauchten weiter erhöhte. Schätzungen gehen davon aus, dass bis zu 10–15.000 Menschen im Deutschen Reich durch Flucht in den Untergrund versuchten, der Verfolgung zu entgehen. Allein in Berlin versuchte etwa jeder zehnte der nach Kriegsbeginn noch verbliebenen jüdischen Bewohner unterzutauchen. Allerdings endeten viele dieser Versuche tragisch: Die Gestapo und ihre Helfer (darunter auch jüdische Greifer wie Stella Goldschlag in Berlin) spürten zahlreiche Untergetauchte auf. Etliche wurden denunziert oder bei Razzien entdeckt, verhaftet und schließlich in Konzentrationslager deportiert.

## Geografischer Fokus: Berlin und Wien
In Berlin, der Hauptstadt des NS-Staates, war das Phänomen der jüdischen „U-Boote“ besonders ausgeprägt. Dort lebte bis 1933 die größte jüdische Gemeinde Deutschlands (über 160.000 Personen). Trotz umfangreicher Emigration waren 1941 noch Zehntausende jüdische Berliner in der Stadt – viele von ihnen wurden ab Herbst 1941 deportiert. Doch ein Teil beschloss, sich der Deportation durch Flucht in die Illegalität zu entziehen. Schätzungen zufolge tauchten etwa 7.000 Berliner Jüdinnen und Juden im Laufe der Jahre 1941–1945 unter. Die NS-Behörden erklärten Berlin im Juni 1943 offiziell für „judenfrei“, doch in Wirklichkeit lebten zu diesem Zeitpunkt noch zahlreiche Untergetauchte in der Stadt. Etwa 1.500–1.700 von ihnen überlebten versteckt bis Kriegsende im Mai 1945, – das entsprach weniger als einem Viertel aller Untergetauchten. Berlin bot durch die Anonymität der Großstadt einigen Schutz; so konnten manche in der Menge untertauchen oder unter falscher Identität als Arier leben. Gleichzeitig war die Gefahr allgegenwärtig: Bekannt wurde etwa der Fall der genannten Stella Goldschlag, die im Auftrag der Gestapo in Berlin gezielt versteckte Juden aufspürte. Trotz der Risiken gelang es einigen, mitten in Berlin zu überleben – sei es in wechselnden Verstecken, mit Hilfe von Freunden oder durch waghalsige Täuschungsmanöver.
Auch in Wien, wo nach dem Anschluss 1938 rund 200.000 Jüdinnen und Juden von Verfolgung betroffen waren, gab es zahlreiche Untergetauchte. Lange herrschte die Annahme, in Wien sei ein Untertauchen nahezu unmöglich gewesen – nicht zuletzt wegen der rigorosen Judenverfolgung durch Eichmanns Helfer Alois und Anton Brunner. Tatsächlich aber verbargen sich auch dort Hunderte Menschen für kürzere oder längere Zeit. Neuere Forschungen der Historikerin Brigitte Ungar-Klein identifizierten 1.634 jüdische Personen, die zwischen 1938 und 1945 in Wien zumindest zeitweise als Untergetauchte lebten. Etwa die Hälfte davon waren Frauen, viele noch sehr jung. Von diesen Untergetauchten wurden etwa ein Drittel entdeckt oder verraten und schließlich doch noch deportiert. Rund 1.000 Wiener Jüdinnen und Juden überlebten hingegen tatsächlich im Versteck die NS-Zeit – sei es dank falscher Papiere oder getarnt in privaten Unterschlüpfen. Diese Zahl liegt deutlich über früheren Schätzungen, die oft nur von 150–300 in Wien versteckt Überlebenden ausgingen. Wie in Berlin, stammten viele Helfer und Versteckte in Wien aus einfachen Verhältnissen der Arbeiter- und Mittelschicht. Die lokalen Gegebenheiten beeinflussten die Überlebenschancen: In der Millionenstadt Wien boten überfüllte Mietshäuser einerseits Deckung, zugleich aber auch neugierige Nachbarn und Blockwarte ein Risiko. Dennoch konnten – verstreut über die ganze Stadt – Hunderte Juden im Untergrund die Jahre bis zur Befreiung durch die Rote Armee im April 1945 überstehen.

## Lebensbedingungen und Herausforderungen der Untergetauchten
Der Alltag der untergetauchten Verfolgten war von enormen Entbehrungen, ständiger Angst und improvisiertem Überlebenskampf geprägt. Da Untergetauchten keine gültigen Ausweispapiere besaßen, konnten sie offiziell keine Lebensmittelkarten beziehen. Um nicht zu verhungern, waren sie auf die Hilfe Dritter oder den Schwarzmarkt angewiesen. Die staatlich zugeteilten Rationen waren so knapp, dass selbst hilfsbereite Unterstützer kaum etwas abgeben konnten. Regelmäßige Einkäufe auf dem illegalen Markt konnten Verdacht erregen, zumal hohe Preise oder Tauschware nötig waren. Auch eine Unterkunft zu finden, war schwierig. Ein legales Mietverhältnis ließ sich ohne Papiere nicht eingehen. Viele Untergetauchte konnten nur im Verborgenen Unterschlupf finden – in Hinterzimmern, auf Dachböden, in Kellern oder Gartenhäuschen. Manche wechselten alle paar Tage ihr Versteck, um Entdeckung zu entgehen. Andere verbargen sich monatelang an ein und demselben Ort, ohne Tageslicht und Bewegung. Ein Wiener Anwalt, Ludwig Haydn, notierte 1942 in sein Tagebuch: „Tausende Juden haben es vorgezogen, ihre Wohnungen im Stich zu lassen, um unauffindbar zu sein… sie schlafen heute in einem Keller, morgen in einem Magazin… Ich kenne einen 65-jährigen Advokaten, der sich bei Tag in einem licht- und luftlosen Magazin aufhält und in der Dämmerung herauskriecht“. Solche Schilderungen verdeutlichen die extremen Bedingungen dieser Schattenexistenz.
Untergetauchte konnten sich kaum frei auf der Straße bewegen. Besonders Männer gerieten in Verdacht, da die meisten wehrfähigen Männer an der Front oder im Arbeitsdienst waren – ein junger Mann in Zivil fiel im Stadtbild sofort auf und riskierte Ausweiskontrollen. Deshalb lebten männliche Untergetauchte oft völlig verborgen, während sich Frauen manchmal etwas freier bewegen konnten, sofern sie keine als „jüdisch“ identifizierbaren Merkmale trugen. Allerdings bestand für alle Untergetauchten bei jeder Begegnung mit Bekannten die Gefahr, erkannt zu werden. Zufällige Treffen mit früheren Nachbarn oder Kollegen konnten tödlich enden, wenn diese regimetreu waren. Die Gestapo setzte Spitzel ein, um Netzwerke Unterstützender zu infiltrieren. Denunziation durch Mitwisser oder Nachbarn war eine ständige Bedrohung – in Wien wurde rund ein Drittel der versteckten Juden letztlich verraten oder entdeckt. Auch äußere Umstände bedrohten die verborgen Lebenden: Während der alliierten Luftangriffe konnten Untergetauchte nicht in öffentliche Luftschutzbunker gehen, ohne sich auszuweisen, und waren den Bomben schutzlos ausgeliefert.
Das Leben als Untergetauchter bedeutete, seine ganze Existenz auszulöschen – man war offiziell „nicht mehr vorhanden“. Untertauchen konnte nur im Verborgenen oder unter falscher Identität gelingen, was ständige Vorsicht erforderte. Viele lebten monatelang in völliger Einsamkeit auf engstem Raum, oft auf die Hilfe wildfremder Menschen angewiesen. Die Angst vor jedem unbekannten Geräusch oder vor dem Verrat durch Mitwisser war allgegenwärtig. Einige Überlebende berichten, dass sie nur im Minutentakt oder „stundenweise“ denken konnten, um psychisch nicht zu zerbrechen. Improvisation war überlebenswichtig: Falsche Ausweispapiere waren schwer zu beschaffen und oft nur über Untergrundnetzwerke erhältlich. Einige Untergetauchte legten sich eine überzeugende Legende zurecht und tarnten ihre Identität – z. B. als ausgebombte Kriegsflüchtlinge aus anderen Städten – um bei Kontrollen nicht aufzufallen. Wieder andere versuchten, als sogenannte „Mischlinge“ oder durch eine scheinbare Konversion zum Christentum dem Zugriff zu entgehen. In der Regel erforderte das Überleben im Untergrund die Mithilfe mehrerer Menschen: Neue Untersuchungen zeigen, dass für jede untergetauchte Person bis zu zehn, manchmal sogar mehr Helfer aktiv wurden, sei es durch Bereitstellen von Unterkunft, Beschaffung von Essen oder Organisation gefälschter Dokumente. Viele dieser Helfer handelten aus Mitmenschlichkeit oder Freundschaft – sie riskierten ihr eigenes Leben, da auf „Judenbegünstigung“ harte Strafen bis hin zur Hinrichtung standen. Allerdings waren die Motive der Helfer unterschiedlich: Manche leisteten Hilfe aus antifaschistischer Überzeugung oder christlicher Nächstenliebe, andere aus Mitleid, wieder andere verlangten Geld oder Gegenleistungen für das Verstecken. Trotz aller Vorsichtsmaßnahmen endeten zahlreiche Verstecke mit einer Verhaftung – sei es durch Verrat, Zufall oder weil die Tarnung irgendwann aufflog. Für die Betroffenen bedeutete dies in der Regel ein Todesurteil. Nur wenige der entdeckten Untergetauchten überlebten die folgende Deportation ins KZ.

## Erinnerungskultur und Nachwirkungen

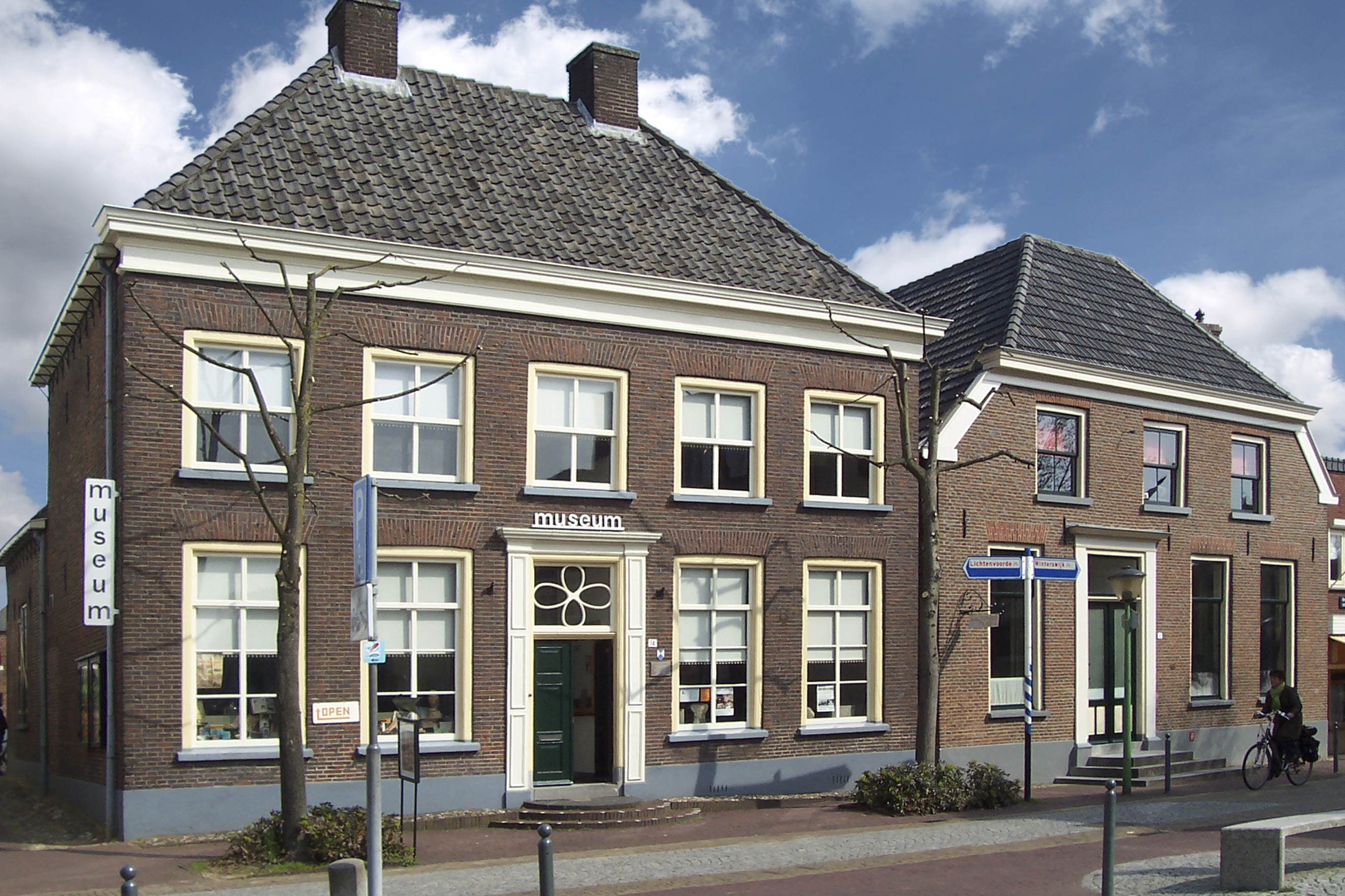
Nationaal Onderduikmuseum, Aalten 2004